# Tomodachi Life
Tomodachi Life é um jogo de simulador de vida desenvolvido pela Nintendo SPD e publicado pela Nintendo para o console Nintendo 3DS. O jogo, que é uma sequência direta do título exclusivo para Nintendo DS do Japão, Tomodachi Collection, foi lançado no Japão em abril de 2013; em junho de 2014 em todo o mundo; e em julho de 2014 na Coreia do Sul. O jogo recebeu críticas positivas e bons recordes de vendas. Muitos críticos elogiaram a jogabilidade, mas criticaram os minijogos. Seu nome traduzido do japonês significa Friend Life, em português Vida de Amigo.

## Gameplay
O jogo começa com o jogador nomeando sua ilha e criando ou importando seu Mii pessoal, que é conhecido como o "sósia" do jogador e mora em um prédio de apartamentos. O edifício comporta até 100 Miis (ou mais dependendo da data de lançamento de sua cópia). O tutorial começa nomeando a Ilha, em seguida, criando o sósia e dando-lhe comida. Em seguida, ele pedirá um amigo e, após criar outro Mii para ele, será exibido um pequeno vídeo ambientado no futuro mostrando o possível futuro cônjuge e bebê do sósia (ambos os rostos ficarão ocultos). Em seguida, será aberta a Prefeitura. Na versão japonesa, depois de criar o sósia, ele vai querer ser amigo do segundo Mii, dar comida e depois abrir a prefeitura.
O jogador pode importar Miis do Criador Mii do sistema, outros dispositivos ou códigos QR ou criá-los do zero usando a câmera do 3DS ou o Criador Mii do jogo. Os Miis são dublados por um software text-to-speech baseado em Nuance e têm personalidades únicas. Os Miis podem então realizar várias ações, como comer, experimentar roupas diferentes, se apaixonar um pelo outro e se envolver em muitas atividades de lazer. À medida que mais Miis são adicionados à ilha, muitas interações estranhas e curiosas podem ocorrer entre eles, como amizade, romance, conflitos e até mesmo encontros e encontros. À medida que o jogo avança, o jogador desbloqueia mais locais, roupas, alimentos e outras coisas para os Miis brincarem, visitarem e usarem. Eles podem até desbloquear uma porta, onde podem dar e "negociar" mercadorias com outras ilhas através do StreetPass. Na versão americana, são 409 roupas; na versão europeia, são 412; e na versão japonesa, são 401. A partir de 16 de maio de 2016 (2017 no Japão), as roupas SpotPass não são mais lançadas e distribuídas, portanto, as únicas disponíveis atualmente são o traje "Schoolgirl Uniform" nos EUA e o boné "Flower Clip" na Europa.
Os itens do jogo podem ser comprados com dinheiro específico da região, o tipo correspondente à sua versão do jogo e a localização definida no seu dispositivo. Por exemplo, nos EUA existem dólares americanos, na Austrália, existem dólares australianos, na Europa existem euros, no Reino Unido existem libras, no Japão  existem ienes e na Coréia do Sul existem os won. Como a Tomodachi Collection, o valor mínimo em dinheiro é 0 centavos (0 iene no Japão, 0 centavos de euro nos países europeus e 0 centavos no Reino Unido) e o máximo é 999.999,99 dólares (99999,999 ienes no Japão, 999.999,99 libras no Reino Unido e 999.999,99 euros nos países europeus). Observe que no Japão a vírgula é deslocada na unidade, em vez da décima.